# カルメリ旅団 (イスラエル国防軍)
第2"カルメリ"旅団（ヘブライ語: חטיבת כרמלי (Hativa Carmeli)、英語: Carmeli Brigade）は、イスラエル陸軍北部軍第146機甲師団に属する予備役の歩兵科旅団の一つである。
イスラエル独立以前のハガナー時代に編成され、第一次中東戦争後に再編されて現在のイスラエル陸軍常設機甲旅団の一つである第188機甲旅団の基礎となった。

## 歴史

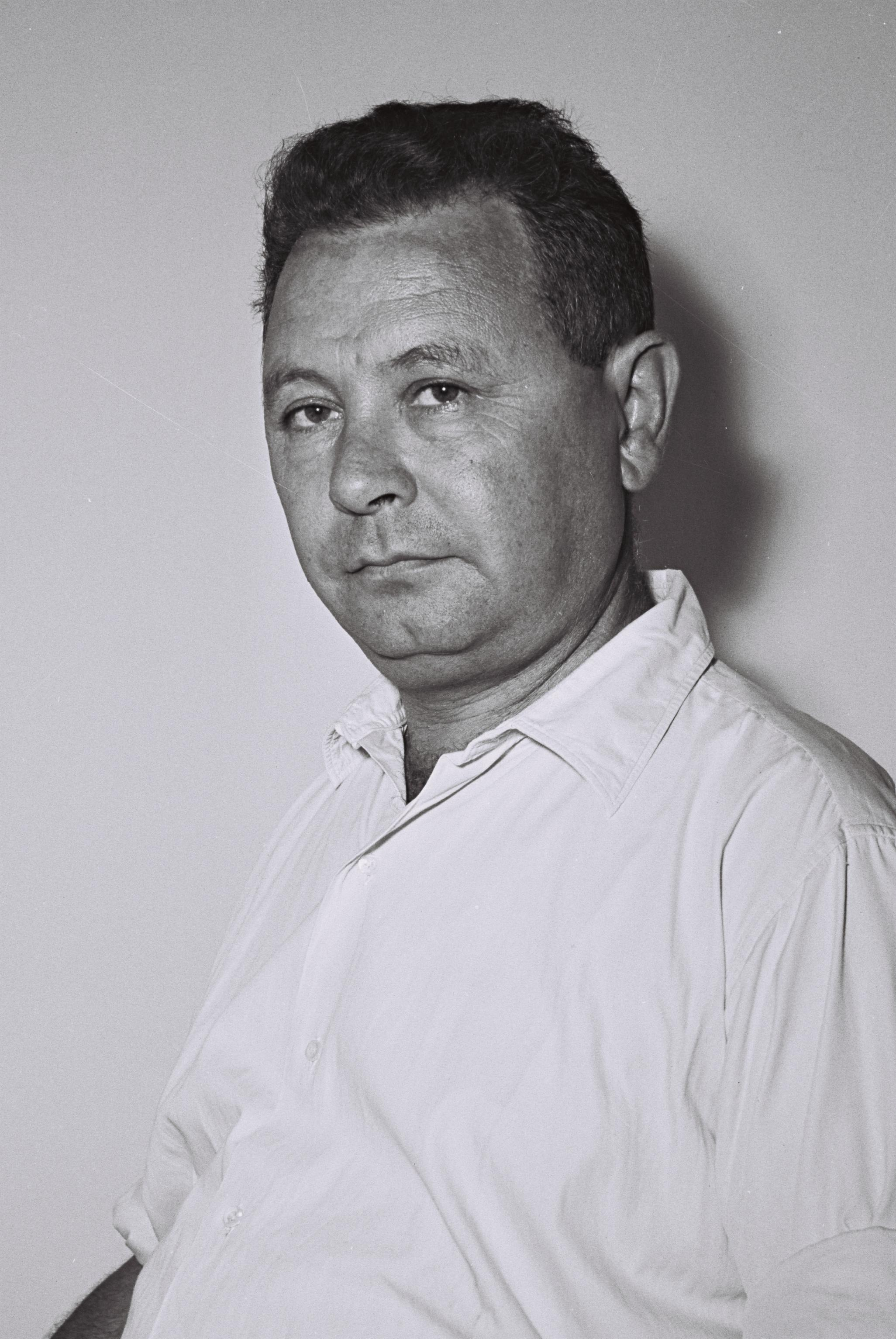
初代旅団長モシェ・カルメル

イスラエル独立前の1947年11月に、ユダヤ人武装組織ハガナー野戦科に4個の歩兵旅団が設置された。すなわち
- レバノニ旅団 - 北部地域担当 - 旅団長：モシェ・カルメル（英語版）
- アレクサンドロニ旅団 - グッシュ・ダン地域担当 - 旅団長：ダン・エヴェン（ヘブライ語版）
- ギヴァティ旅団 - テルアビブおよび南部地域担当 - 旅団長：シモン・アヴィダン
- エツィオニ旅団 - エルサレム地域担当 - 旅団長：イスラエル・アミール（英語版）

である。
1942年2月28日の再編により、レバノニ旅団は北東地区を担当するゴラニ旅団と、北西地区を担当するカルメリ旅団の二つの旅団に分割された。また、この際に旅団番号が与えられ、ゴラニ旅団は第1旅団、カルメリ旅団は第2旅団となった。モシェ・カルメルは引き続きカルメリ旅団の旅団長となった。
編成当時のカルメリ旅団には第21大隊、第22大隊、第23大隊、第24大隊の4つの大隊があり、主な任務はハイファおよびアフラの防衛で、2,238人の兵士から構成されていた。
第一次中東戦争中、カルメリ旅団はハイファ港や石油精製所の確保、輸送部隊の防護などに従事し、北部での主要な軍事作戦の全てに参加した。1948年5月からはモシェ・カルメルにかわってモルデハイ・マクレフが旅団長となった。
第一次中東戦争後、第2"カルメリ"旅団は再編成され、第18"カルメリ"歩兵旅団となり、北部軍の予備役地域旅団となった。1956年の第二次中東戦争の際にはカルメリ旅団は戦闘には参加せず、ヨルダンとの国境を守備する任務に就いていた。この戦争の後、イスラエル軍は機甲部隊の重要性を再認識し、第18旅団の基幹組織は機甲部隊に再編される事となり、第45"バラク"機甲旅団となった。第45機甲旅団は1967年に再度改編され、現在の第188"バラク"機甲旅団となっている。
カルメリ旅団は第45機甲旅団編成後も北部ヨルダンバレーを拠点とする予備役地域旅団として存続していた。1973年の第四次中東戦争ではシリア軍の侵攻を食い止めるために奮戦した第188機甲旅団が壊滅状態となり、1974年に大規模な再編を受けたが、この頃にカルメリ旅団も再編されて、第165"カルメリ"予備役歩兵旅団となった。
2005年になって、旅団の要員や退役軍人らの要望により、第165カルメリ旅団は創設当時の旅団番号を持つ第2"カルメリ"旅団となった。

## 編制
- 第一次中東戦争当時の編成[3]
  - 第21歩兵大隊 - ガリラヤ地域の通信網や補給路の防衛。
  - 第22歩兵大隊 - ハイファの防衛。構成員にはイスラエル工科大学の学生も含まれていた。
  - 第23歩兵大隊 - アフラの防衛。
  - 第24歩兵大隊 - ハイファ周辺の入植地の防衛。独立戦争後、第24大隊は歩兵大隊を支援する偵察大隊に改編された。

- 現在の編成[4]
  - 第7002歩兵大隊
  - 第7003歩兵大隊
  - 第9316歩兵大隊
  - 第9251砲兵大隊
  - 第310対戦車中隊
  - 偵察中隊 - パルサー・カルメリ
  - 信号中隊